# سفارة فرنسا في إستونيا
سفارة فرنسا في إستونيا هي أرفع تمثيل دبلوماسي لدولة فرنسا لدى إستونيا. تقع السفارة في Tallinn City ‏ وهي تهدف لتعزيز المصالح الفرنسية في إستونيا.

## وصلات خارجية
- الموقع الرسمي
- قائمة سفارات فرنسا
- قائمة السفارات في إستونيا